# محمود أنور
محمود أنور ، مطرب عراقي ولد في الكرخ محافظة بغداد 1959م. صاحب صوت حنين وخامة صوت مميزة كان من الأصوات الجميلة من جيله في الثمانينات تخرج من أكاديمية الفنون الجميلة عام 1983 وأبتدا في نفس العام مشواره الاغنائي باطلاق أغنية (لو تحب لو ماتحب) ، وانتقل إلى الكويت عام 1985 ليحيي حفلاته هناك ويسجل بعض اغانيه

## عن حياته
يعتبر محمود أنور من سفراء الأغنية العراقية حيث عرف بأغانيه الجميلة التي أحبها العراقيون بمختلف الأجيال، وكان نجم الساحة الغنائية العراقية والعربية، وتغنى الكثير من المطربين باغانيه منهم من ماجد المهندس راشد الماجد وملحم زين وديانا حداد وسارية السواس وزين العمر ، وفي منتصف الثمانينات دخل محمود أنور إذاعة بغداد مع كوكبة من المطربين بينهم احمد نعمة عبر برنامج (اصوات شابة) الذي يقدمه الملحن فاروق هلال مكتشف صوت الفنان كاظم الساهر.

## هجرته
هاجر من العراق عام 1990 إلى الاردن ليستقر فيما بعد في امريكا 

## تكريمه
- كرم عام 1986 بميدالية الذهبية في مهرجان الاغنية الشبابية في موسكو[5]
- كرم عام 2018 من قبل اتحاد الأدباء في بغداد ب درع الجواهري[6]

## المهرجانات الدولية
- مهرجان جرش في الأردن.
- مهرجان الاغنية الشبابية في موسكو.
- مهرجان قرطاج في تونس.
- مهرجان المحبة في سوريا.
- مهرجان بعلبك في لبنان.

## أغانيه
منها: 
- حايرة
- يا محمود
- محتاجك ياخي
- ضيعتني
- ويلاه يا ويلاه
- حمامة وطارت من ايدي
- ياريت احبك ياريت
- طالت علينا
- ما لكه
- ولا ادور
- وينه وينه
- فدوة للحلو
- الحلوة مرت
- المن
- بس انت
- اموت عليك
- على كيفك
- لو تحب
- قصتنا انتهت
- الناقة